# شتتن (راینلاند-فالتس)
شتتن (به آلمانی: Stetten) یک شهر در آلمان است که در دنرسبرگکرایس واقع شده‌است. شتتن ۶۴۴ نفر جمعیت دارد.